# Golden Globe Awards 1970
Die 27. Verleihung der Golden Globe Awards fand am 2. Februar 1970 statt.

## Preisträger und Nominierungen

### Bester Film – Drama
Königin für tausend Tage (Anne of the Thousand Days) – Regie: Charles Jarrott
- Asphalt-Cowboy (Midnight Cowboy) – Regie: John Schlesinger
- Die besten Jahre der Miß Jean Brodie (The Prime of Miss Jean Brodie) – Regie: Ronald Neame
- Nur Pferden gibt man den Gnadenschuß (They Shoot Horses, Don’t They?) – Regie: Sydney Pollack
- Zwei Banditen (Butch Cassidy and the Sundance Kid) – Regie: George Roy Hill

### Bester Film – Musical/Komödie
Das Geheimnis von Santa Vittoria (The Secret of Santa Vittoria) – Regie: Stanley Kramer
- Die Kaktusblüte (Cactus Flower) – Regie: Gene Saks
- Hello, Dolly! – Regie: Gene Kelly
- Westwärts zieht der Wind (Paint Your Wagon) – Regie: Joshua Logan
- Zum Teufel mit der Unschuld (Goodbye, Columbus) – Regie: Larry Peerce

### Beste Regie
Charles Jarrott – Königin für tausend Tage (Anne of the Thousand Days)
- Gene Kelly – Hello, Dolly!
- Stanley Kramer – Das Geheimnis von Santa Vittoria (The Secret of Santa Vittoria)
- Sydney Pollack – Nur Pferden gibt man den Gnadenschuß (They Shoot Horses, Don’t They?)
- John Schlesinger – Asphalt-Cowboy (Midnight Cowboy)

### Bester Hauptdarsteller – Drama
John Wayne – Der Marshal (True Grit)
- Alan Arkin – Leben um jeden Preis (Popi)
- Richard Burton – Königin für tausend Tage (Anne of the Thousand Days)
- Dustin Hoffman – Asphalt-Cowboy (Midnight Cowboy)
- Jon Voight – Asphalt-Cowboy (Midnight Cowboy)

### Beste Hauptdarstellerin – Drama
Geneviève Bujold – Königin für tausend Tage (Anne of the Thousand Days)
- Jane Fonda – Nur Pferden gibt man den Gnadenschuß (They Shoot Horses, Don’t They?)
- Liza Minnelli – Pookie (The Sterile Cuckoo)
- Jean Simmons – Happy End für eine Ehe (The Happy Ending)
- Maggie Smith – Die besten Jahre der Miß Jean Brodie (The Prime of Miss Jean Brodie)

### Bester Hauptdarsteller – Musical/Komödie
Peter O’Toole – Goodbye, Mr. Chips
- Dustin Hoffman – John und Mary (John and Mary)
- Anthony Quinn – Das Geheimnis von Santa Vittoria (The Secret of Santa Vittoria)
- Lee Marvin – Westwärts zieht der Wind (Paint Your Wagon)
- Steve McQueen – Der Gauner (The Reivers)

### Beste Hauptdarstellerin – Musical/Komödie
Patty Duke – Ich, Natalie (Me, Natalie)
- Ingrid Bergman – Die Kaktusblüte (Cactus Flower)
- Dyan Cannon – Bob & Carol & Ted & Alice (Bob & Carol & Ted & Alice)
- Kim Darby – Generation
- Mia Farrow – John und Mary (John and Mary)
- Shirley MacLaine – Sweet Charity
- Anna Magnani – Das Geheimnis von Santa Vittoria (The Secret of Santa Vittoria)
- Barbra Streisand – Hello, Dolly!

### Bester Nebendarsteller
Gig Young – Nur Pferden gibt man den Gnadenschuß (They Shoot Horses, Don’t They?)
- Red Buttons – Nur Pferden gibt man den Gnadenschuß (They Shoot Horses, Don’t They?)
- Anthony Quayle – Königin für tausend Tage (Anne of the Thousand Days)
- Jack Nicholson – Easy Rider
- Mitch Vogel – Der Gauner (The Reivers)

### Beste Nebendarstellerin
Goldie Hawn – Die Kaktusblüte (Cactus Flower)
- Marianne McAndrew – Hello, Dolly!
- Siân Phillips – Goodbye, Mr. Chips
- Brenda Vaccaro – Asphalt-Cowboy (Midnight Cowboy)
- Susannah York – Nur Pferden gibt man den Gnadenschuß (They Shoot Horses, Don’t They?)

### Bester Nachwuchsdarsteller
Jon Voight – Asphalt-Cowboy (Midnight Cowboy)
- Helmut Berger – Die Verdammten (La caduta degli dei)
- Glen Campbell – Der Marshal (True Grit)
- Michael Douglas – Hail, Hero!
- George Lazenby – James Bond 007 – Im Geheimdienst Ihrer Majestät (On Her Majesty’s Secret Service)

### Bester Nachwuchsdarstellerin
Ali MacGraw – Zum Teufel mit der Unschuld (Goodbye, Columbus)
- Dyan Cannon – Bob & Carol & Ted & Alice (Bob & Carol & Ted & Alice)
- Goldie Hawn – Die Kaktusblüte (Cactus Flower)
- Marianne McAndrew – Hello, Dolly!
- Brenda Vaccaro – Pokerspiel für Zwei (Where It’s At)

### Bestes Drehbuch
Bridget Boland, John Hale, Richard Sokolove – Königin für tausend Tage (Anne of the Thousand Days)
- William Goldman – Zwei Banditen (Butch Cassidy and the Sundance Kid)
- John Mortimer – John und Mary (John and Mary)
- David Shaw – So reisen und so lieben wir (If It’s Tuesday, This Must Be Belgium)
- Waldo Salt – Asphalt-Cowboy (Midnight Cowboy)

### Beste Filmmusik
Burt Bacharach – Zwei Banditen (Butch Cassidy and the Sundance Kid)
- Leslie Bricusse – Goodbye, Mr. Chips
- Georges Delerue – Königin für tausend Tage (Anne of the Thousand Days)
- Ernest Gold – Das Geheimnis von Santa Vittoria (The Secret of Santa Vittoria)
- Michel Legrand – Happy End für eine Ehe (The Happy Ending)

### Bester Filmsong
„Jean“ aus Die besten Jahre der Miß Jean Brodie (The Prime of Miss Jean Brodie) – Rod McKuen
- „Goodbye, Columbus“ aus Zum Teufel mit der Unschuld (Goodbye, Columbus) – Charles Fox, Jim Yester
- „Raindrops Keep Fallin’ on My Head“ aus Zwei Banditen (Butch Cassidy and the Sundance Kid) – Burt Bacharach, Hal David
- „Stay“ aus Das Geheimnis von Santa Vittoria (The Secret of Santa Vittoria) – Norman Gimbel, Ernest Gold
- „The Time for Love Is Any Time“ aus Die Kaktusblüte (Cactus Flower) – Quincy Jones, Cynthia Weil
- „True Grit“ aus Der Marshal (True Grit) – Elmer Bernstein, Don Black
- „What Are You Doing the Rest of Your Life?“ aus Happy End für eine Ehe (The Happy Ending) – Alan Bergman, Marilyn Bergman, Michel Legrand

### Bester fremdsprachiger Film
Z, Algerien – Regie: Costa-Gavras
- Adalen 31 (Ådalen 31), Schweden – Regie: Bo Widerberg
- Der Blaumilchkanal (Te’alat Blaumilch), Israel – Regie: Ephraim Kishon
- Fellinis Satyricon (Fellini Satyricon), Italien – Regie: Federico Fellini
- Koritsia ston ilio, Griechenland – Regie: Vasilis Georgiadis

### Bester englischsprachiger ausländischer Film
Oh! What a Lovely War, Großbritannien – Regie: Richard Attenborough
- Charlie staubt Millionen ab (The Italian Job), Großbritannien – Regie: Peter Collinson
- If…, Großbritannien – Regie: Lindsay Anderson
- Mayerling, Frankreich, Großbritannien – Regie: Terence Young
- Mörder GmbH (The Assassination Bureau), Großbritannien – Regie: Basil Dearden

## Nominierungen und Gewinner im Bereich Fernsehen

### Beste Fernsehserie – Drama
Dr. med. Marcus Welby (Marcus Welby, M.D.)
- Bracken's World
- Mannix
- Room 222
- Twen-Police (The Mod Squad)

### Bester Darsteller in einer Fernsehserie – Drama
Mike Connors – Mannix
- Peter Graves – Kobra, übernehmen Sie (Mission: Impossible)
- Lloyd Haynes – Room 222
- Robert Wagner – Ihr Auftritt, Al Mundy (It Takes a Thief)
- Robert Young – Dr. med. Marcus Welby (Marcus Welby, M.D.)

### Beste Darstellerin in einer Fernsehserie – Drama
Linda Cristal – High Chaparral (The High Chaparral)
- Amanda Blake – Rauchende Colts (Gunsmoke)
- Peggy Lipton – Twen-Police (The Mod Squad)
- Denise Nicholas – Room 222
- Eleanor Parker – Bracken's World

### Beste Fernsehserie – Komödie/Musical
The Governor & J.J.
- Laugh-In
- Love, American Style
- The Carol Burnett Show
- The Glen Campbell Goodtime Hour

### Bester Darsteller in einer Fernsehserie – Komödie/Musical
Dan Dailey – The Governor & J.J.
- Glen Campbell – The Glen Campbell Goodtime Hour
- Tom Jones – This Is Tom Jones
- Dean Martin – The Dean Martin Show
- Jim Nabors – The Jim Nabors Show

### Beste Darstellerin in einer Fernsehserie – Komödie/Musical
Carol Burnett – The Carol Burnett Show

Julie Sommars – The Governor & J.J.
- Lucille Ball – Here's Lucy
- Diahann Carroll – Julia
- Barbara Eden – Bezaubernde Jeannie (I Dream of Jeannie)
- Debbie Reynolds – Debbie groß in Fahrt (The Debbie Reynolds Show)